# Liga Mexicana del Pacífico 1997-98
La Temporada 1997-98 de la Liga Mexicana del Pacífico fue la 40.ª edición, llevó el nombre de Reynaldo Valencia Amador y comenzó el 18 de octubre de 1997.
La temporada finalizó el 28 de enero de 1998, con la coronación de los Venados de Mazatlán al vencer 4-3 en serie final a los Mayos de Navojoa.
En esta temporada se dio un hecho único en el béisbol invernal mexicano, los Venados de Mazatlán se levantaron de un 0-3 en la serie final contra los Mayos de Navojoa, para ser campeón, siendo el único que ha logrado realizar tal azaña. 
Los resultados se enlistan a continuación:
Juego 1: Navojoa 1-0 Mazatlán
Juego 2: Navojoa 14-5 Mazatlán
Juego 3: Mazatlán 1-4 Navojoa
Juego 4: Mazatlán 4-1 Navojoa
Juego 5: Mazatlán 3-1 Navojoa
Juego 6: Navojoa 4-10 Mazatlán
Juego 7: Navojoa 2-3 Mazatlán

## Sistema de competencia

### Temporada regular
La temporada regular consta de dos mitades lo cual abarca un total de 62 juegos a disputarse para cada uno de los ocho clubes que conforman a la Liga Mexicana del Pacífico. La primera mitad está integrada de 32 juegos para cada club y la segunda de 30 juegos para cada club. Al término de cada mitad, se asigna un puntaje que va de 3 a 8 puntos en forma ascendente, según la clasificación (standing) general de cada club. A continuación se muestra la distribución de dicho puntaje:
- Primera posición: 8 puntos
- Segunda: 7 puntos
- Tercera: 6 puntos
- Cuarta: 5 puntos
- Quinta: 4.5 puntos
- Sexta: 4 puntos
- Séptima: 3.5 puntos
- Octava: 3 puntos

### Postemporada
Tras el término de la segunda vuelta, los seis equipos con mayor puntaje sobre la base de las dos mitades de la temporada regular pasan a la etapa denominada postemporada (play-offs). En esta etapa, los equipos se enfrentan entre sí en una serie de siete juegos donde deben ganar cuatro para avanzar a las semifinales. Es importante señalar que los tres equipos que obtuvieron mayor puntaje en la temporada regular empiezan la serie con dos juegos en su estadio (esta etapa de juego es conocida como «repesca»), para continuar con tres partidos en el estadio contrario y finalmente concretar la serie de nuevo en su estadio. Estos últimos dos juegos no son necesarios si alguno de los equipos obtiene una ventaja clara en la serie sobre su rival.

### Semifinales
Para la etapa de semifinales, pasan los tres equipos con mejor posición en el standing de juegos ganados y perdidos más uno adicional que es denominado «mejor perdedor», el cual resulta de poseer la mayor cantidad de juegos ganados en la repesca, principalmente. De esta manera, el mejor perdedor se enfrenta como visitante al equipo mejor situado del standing en una serie, mientras que el segundo y el tercero hacen lo mismo a su vez. En el caso del mejor perdedor, no puede enfrentarse al equipo con el que disputó la primera fase de play-offs.

### Final
Se da entre los equipos que ganaron en la etapa de semifinales.

## Calendario
- Número de Juegos: 62 juegos

## Equipos participantes
| Liga Mexicana del Pacífico 1997-98 |           |                       |                           |                          |           |
| Equipo                             | Fundación | Mánager               | Ciudad                    | Estadio                  | Capacidad |
| Águilas de Mexicali                | 1948      | Por definir           | Mexicali, Baja California | Nido de los Águilas      | 9,000     |
| Algodoneros de Guasave             | 1970      | Por definir           | Guasave, Sinaloa          | Francisco Carranza Limón | 8,000     |
| Cañeros de Los Mochis              | 1947      | Por definir           | Los Mochis, Sinaloa       | Emilio Ibarra Almada     | 6,000     |
| Mayos de Navojoa                   | 1950      | Por definir           | Navojoa, Sonora           | Manuel Ciclón Echeverría | 8,000     |
| Naranjeros de Hermosillo           | 1944      | Por definir           | Hermosillo, Sonora        | Héctor Espino            | 10,000    |
| Tomateros de Culiacán              | 1965      | Por definir           | Culiacán, Sinaloa         | General Ángel Flores     | 10,000    |
| Venados de Mazatlán                | 1945      | Por definir           | Mazatlán, Sinaloa         | Teodoro Mariscal         | 6,000     |
| Yaquis de Ciudad Obregón           | 1947      | Marco Antonio Vázquez | Ciudad Obregón, Sonora    | Tomás Oroz Gaytán        | 10,000    |

## Standings

### Primera vuelta
| Equipos                  | JJ | JG | JP | JE | PCT  | JV   | PTS |
| ------------------------ | -- | -- | -- | -- | ---- | ---- | --- |
| Cañeros de Los Mochis    | 32 | 23 | 9  | -  | .719 | -    | 8   |
| Tomateros de Culiacán    | 32 | 18 | 12 | 2  | .600 | 4.0  | 7   |
| Mayos de Navojoa         | 32 | 17 | 15 | -  | .531 | 6.0  | 6   |
| Naranjeros de Hermosillo | 32 | 16 | 16 | -  | .500 | 7.0  | 5   |
| Águilas de Mexicali      | 32 | 14 | 17 | 1  | .452 | 8.5  | 4.5 |
| Algodoneros de Guasave   | 32 | 13 | 18 | 1  | .419 | 9.5  | 4   |
| Yaquis de Ciudad Obregón | 32 | 13 | 19 | -  | .406 | 10.0 | 3.5 |
| Venados de Mazatlán      | 32 | 12 | 20 | -  | .375 | 11.0 | 3   |

### Segunda vuelta
| Equipos                  | JJ | JG | JP | JE | PCT  | JV  | PTS |
| ------------------------ | -- | -- | -- | -- | ---- | --- | --- |
| Venados de Mazatlán      | 30 | 18 | 12 | -  | .600 | -   | 8   |
| Tomateros de Culiacán    | 30 | 16 | 13 | 1  | .552 | 1.5 | 7   |
| Cañeros de Los Mochis    | 29 | 15 | 14 | -  | .517 | 2.5 | 6   |
| Algodoneros de Guasave   | 29 | 15 | 14 | -  | .517 | 2.5 | 5   |
| Yaquis de Ciudad Obregón | 30 | 14 | 15 | 1  | .483 | 3.5 | 4.5 |
| Águilas de Mexicali      | 29 | 14 | 15 | -  | .483 | 3.5 | 4   |
| Mayos de Navojoa         | 30 | 14 | 16 | -  | .467 | 4.0 | 3.5 |
| Naranjeros de Hermosillo | 29 | 11 | 18 | -  | .379 | 6.5 | 3   |

### General
| Equipos                  | JJ | JG | JP | JE | PCT  | JV   | PTS |
| ------------------------ | -- | -- | -- | -- | ---- | ---- | --- |
| Cañeros de Los Mochis    | 61 | 38 | 23 | -  | .623 | -    | 14  |
| Tomateros de Culiacán    | 62 | 34 | 25 | 3  | .576 | 3.0  | 14  |
| Venados de Mazatlán      | 62 | 30 | 32 | -  | .484 | 8.5  | 11  |
| Mayos de Navojoa         | 62 | 31 | 31 | -  | .500 | 7.5  | 9.5 |
| Algodoneros de Guasave   | 61 | 28 | 32 | 1  | .467 | 9.5  | 9   |
| Águilas de Mexicali      | 61 | 28 | 32 | 1  | .467 | 9.5  | 8.5 |
| Naranjeros de Hermosillo | 61 | 27 | 34 | 1  | .443 | 11.0 | 8   |
| Yaquis de Ciudad Obregón | 62 | 27 | 34 | -  | .443 | 11.0 | 8   |

| Avanza a Play-offs |

## Play-offs
|  | Primer Play Off | Primer Play Off | Primer Play Off |            |          | Semifinales | Semifinales | Semifinales |  |          | Final    | Final | Final |  |
|  |                 |                 |                 |            |          |             |             |             |  |          |          |       |       |  |
|  |                 |                 |                 |            |          |             |             |             |  |          |          |       |       |  |
|  | Navojoa         | Navojoa         | 2               |            |          |             |             |             |  |          |          |       |       |  |
|  | Navojoa         | Navojoa         | 2               |            |          |             |             |             |  |          |          |       |       |  |
|  | Mazatlán        | Mazatlán        | 4               |            |          |             |             |             |  |          |          |       |       |  |
|  | Mazatlán        | Mazatlán        | 4               |            | Mazatlán | Mazatlán    | 4           |             |  |          |          |       |       |  |
|  |                 |                 |                 |            | Mazatlán | Mazatlán    | 4           |             |  |          |          |       |       |  |
|  |                 |                 | Culiacán        | Culiacán   | 2        |             |             |             |  |          |          |       |       |  |
|  | Guasave         | Guasave         | Culiacán        | Culiacán   | 2        | 0           |             |             |  |          |          |       |       |  |
|  | Guasave         | Guasave         |                 |            |          |             |             |             |  |          |          |       |       |  |
|  | Culiacán        | Culiacán        | 4               |            |          |             |             |             |  |          |          |       |       |  |
|  | Culiacán        | Culiacán        | 4               |            |          |             |             |             |  | Mazatlán | Mazatlán | 4     |       |  |
|  |                 |                 |                 |            |          |             |             |             |  | Mazatlán | Mazatlán | 4     |       |  |
|  |                 |                 | Navojoa         | Navojoa    | 3        |             |             |             |  |          |          |       |       |  |
|  |                 |                 | Navojoa         | Navojoa    | 3        |             |             |             |  |          |          |       |       |  |
|  |                 |                 |                 |            |          |             |             |             |  |          |          |       |       |  |
|  |                 |                 |                 |            |          |             |             |             |  |          |          |       |       |  |
|  |                 | Navojoa         | Navojoa         | 4          |          |             |             |             |  |          |          |       |       |  |
|  |                 |                 |                 | 4          |          |             |             |             |  |          |          |       |       |  |
|  |                 |                 | Los Mochis      | Los Mochis | 3        |             |             |             |  |          |          |       |       |  |
|  | Mexicali        | Mexicali        | Los Mochis      | Los Mochis | 3        | 0           |             |             |  |          |          |       |       |  |
|  | Mexicali        | Mexicali        |                 |            |          |             |             |             |  |          |          |       |       |  |
|  | Los Mochis      | Los Mochis      | 4               |            |          |             |             |             |  |          |          |       |       |  |
|  | Los Mochis      | Los Mochis      | 4               |            |          |             |             |             |  |          |          |       |       |  |
|  |                 |                 |                 |            |          |             |             |             |  |          |          |       |       |  |

### Primer Play Off
| Equipos                | JJ | JG | JP | PCT   | JV  |
| ---------------------- | -- | -- | -- | ----- | --- |
| Cañeros de Los Mochis  | 4  | 4  | 0  | 1.000 | -   |
| Tomateros de Culiacán  | 4  | 4  | 0  | 1.000 | -   |
| Venados de Mazatlán    | 6  | 4  | 2  | .667  | -   |
| Mayos de Navojoa       | 6  | 2  | 4  | .333  | 2.0 |
| Algodoneros de Guasave | 4  | 0  | 4  | .000  | 4.0 |
| Águilas de Mexicali    | 4  | 0  | 4  | .000  | 4.0 |

| Avanza a semifinales |

| Avanza como comodín |

### Semifinales
| Equipos               | JJ | JG | JP | PCT  | JV  |
| --------------------- | -- | -- | -- | ---- | --- |
| Venados de Mazatlán   | 6  | 4  | 2  | .667 | -   |
| Mayos de Navojoa      | 7  | 4  | 3  | .571 | -   |
| Cañeros de Los Mochis | 7  | 3  | 4  | .429 | 1.0 |
| Tomateros de Culiacán | 6  | 2  | 4  | .333 | 2.0 |

| Avanza a la final |

### Final
| Equipos             | JJ | JG | JP | PCT  | JV  |
| ------------------- | -- | -- | -- | ---- | --- |
| Venados de Mazatlán | 7  | 4  | 3  | .571 | -   |
| Mayos de Navojoa    | 7  | 3  | 4  | .429 | 1.0 |

| Campeón |

## Cuadro de honor
| Equipos                  | Posición   |
| ------------------------ | ---------- |
| Venados de Mazatlán      | Campeón    |
| Mayos de Navojoa         | Subcampeón |
| Cañeros de Los Mochis    | 3° Lugar   |
| Tomateros de Culiacán    | 4° Lugar   |
| Algodoneros de Guasave   | 5° Lugar   |
| Águilas de Mexicali      | 6° Lugar   |
| Naranjeros de Hermosillo | 7° Lugar   |
| Yaquis de Ciudad Obregón | 8° Lugar   |

## Designaciones
A continuación se muestran a los jugadores más valiosos de la temporada.
| Designación         | Ganador              | Equipo                               |
| ------------------- | -------------------- | ------------------------------------ |
| Jugador Más Valioso | Daniel Fernández     | Venados de Mazatlán                  |
| Pitcher del Año     | Ricardo Osuna        | Mayos de Navojoa Águilas de Mexicali |
| Novato del año      | Erubiel Durazo       | Naranjeros de Hermosillo             |
| Mánager del Año     | Raúl Cano            | Venados de Mazatlán                  |
| Mánager Campeón     | Raúl Cano            | Venados de Mazatlán                  |
| Campeón de Bateo    | Matt Stark           | Tomateros de Culiacán                |
| Campeón de Pitcheo  | Salvador Rodríguez   | Yaquis de Ciudad Obregón             |
| Gerente del año     | Alejandro Vega Reyna | Venados de Mazatlán                  |